# NGC 2780
NGC 2780 est une galaxie spirale barrée située dans la constellation du Lynx. NGC 2780 a été découverte par l'astronome germano-britannique William Herschel en 1790.

## Caractéristiques
Sa vitesse par rapport au fond diffus cosmologique est de 2 190 ± 17 km/s, ce qui correspond à une distance de Hubble de 32,3 ± 2,3 Mpc (∼105 millions d'al).
À ce jour, trois mesures non basées sur le décalage vers le rouge (redshift) donnent une distance de 62,100 ± 25,339 Mpc (∼203 millions d'al), ce qui est nettement à l'extérieur des valeurs de la distance de Hubble. Notons que c'est avec la valeur moyenne des mesures indépendantes, lorsqu'elles existent, que la base de données NASA/IPAC calcule le diamètre d'une galaxie et qu'en conséquence le diamètre de NGC 2780 pourrait être d'environ 11,8 kpc (∼38 500 al) si on utilisait la distance de Hubble pour le calculer.
NGC 2780 présente une large raie HI et elle renferme des régions d'hydrogène ionisé.

## Groupe de NGC 2859
Selon un article publié en 1998 par Abraham Mahtessian, NGC 2780 fait partie du groupe de NGC 2859 avec les galaxies NGC 2778, NGC 2793 ainsi que NGC 2859. Il est aussi possible que NGC 2779 fasse partie de ce groupe (voir de texte de l'article de NGC 2778 ou de NGC 2779).
Selon le site « Un atlas de l'Univers » de Richard Powell, le groupe de NGC 2859 compte aussi deux autres galaxies, UGC 5015  et UGC 5020.
Les galaxies NGC 2778 et NGC 2780 figurent aussi dans un groupe de galaxies (le groupe de NGC 2778) indiqué dans un article d'A.M. Garcia paru en 1993. Deux autres galaxie apparaissent dans le groupe, soit UGC 4777 et UGC 4834. De plus, selon E.L. Turner, les galaxies NGC 2778 et NGC 2780 forment une paire de galaxies rapprochées.
En résumé, le groupe de NGC 2859 compterait donc au moins 8 galaxies et peut-être une neuvième : NGC 2778, NGC 2780, NGC 2793, NGC 2859, UGC 4777, UGC 4834, UGC 5015, UGC 5020 et peut-être NGC 2779.